# Làfanes
Làfanes (en grec antic: Λαφάνης; en llatí: Laphanes) fou un escultor grec natural de Fliünt, un dels més antics escultors coneguts.
Va esculpir una estàtua d'Hèracles en fusta a Sició que és esmentada per Pausànies. Se suposa que l'estàtua colossal de fusta d'Apol·lo a Egira, a l'Acaia, era també obra seva, ja que els estils d'aquesta estàtua i la d'Hèracles són molt similars.